# 城市文化
城市文化是人类在城市地区所创造的具有城市特点的文化，是城市生活环境、生活方式和生活习俗的总和。和乡村地区相比，城市地区的特点是在非常有限的空間中生活着大量各種各樣的人，而且多數彼此陌生，从而可以產生出很多联系紧密且相互影響的次文化。